# Florianus római császár
Marcus Annius Florianus, általánosan elterjedt néven Florianus császár (Terni, ? – Kilikia, 276. szeptember 9.) a Római Birodalom császára volt 276 júniusától szeptemberéig.

## Uralkodása
Florianus Marcus Claudius Tacitus anyai féltestvére volt. Tacitus meggyilkolása után azonnal magához vette a hatalmat, a senatus császárrá nevezte ki, a birodalom nyugati részén állomásozó hadseregek is elfogadták császárnak. A herulokkal csatázott, amikor értesült róla, hogy a Syria provinciában lévő legiók Probust kiáltották ki császárnak. Polgárháború tört ki, Florianust Italia, Gallia, Hispania, Britannia, Africa és Mauretania provinciák támogatták. A ciliciai csata döntötte el a kettőjük közti harc kimenetelét. Florianusnak létszámban nagyobb hadserege volt, míg Probusnak kiválóbb hadvezérei voltak. Amikor a csata során világossá vált, hogy Probus kerekedik felül, Florianust a saját katonái ölték meg. Mindössze 88 napig volt császár.

## A Florianus-legenda
Állítólag Florianusnak megjósolták, hogy az egyik leszármazottja helyre fogja állítani a szenátus tekintélyét és a birodalom határait egészen Taprobane szigetéig (Srí Lanka) fogja kiterjeszteni. E legenda a birodalom bukása után is fennmaradt, a középkorban a von Blumenthal család jelentette be igényét, miszerint Florianus leszármazottjainak tekintik magukat, mivel mindkettőjük nevében megtalálható a virág szó.